# Stadtturm (Fischamend)

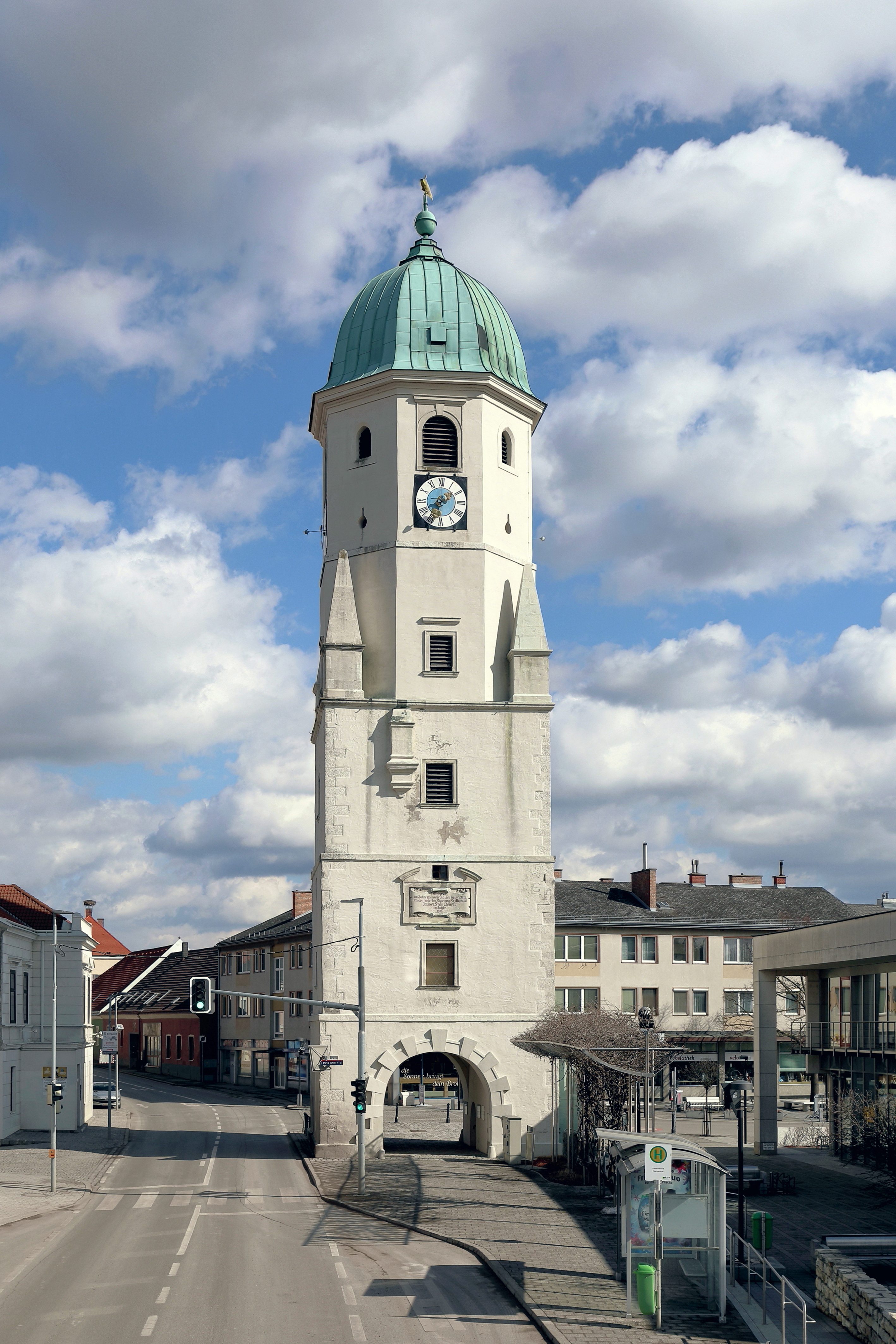
Der Stadtturm von Fischamend

Der Stadtturm, auch als Marktturm und Fischaturm bezeichnet, ist das Wahrzeichen der niederösterreichischen Stadt Fischamend und wurde im Mittelalter errichtet. Nach einem Brand 1834 erfolgte eine Renovierung und er erhielt dabei weitgehend sein heutiges Erscheinungsbild. Bis 1927 diente der fast 31 Meter hohe Turm als Gemeindestube und Nachtwächterwohnung und wird seither als Heimatmuseum genutzt.

## Geschichte
Das markante und ortsbildbestimmende Wahrzeichen wurde um 1050 als Grenz- und Wachturm unter Kaiser Heinrich III. errichtet. Im 17. Jahrhundert wurde der Turm um die zwei achteckigen Geschoße erhöht. Unter Kaiser Karl VI. erfolgte eine Regulierung der Straße, die nach Ungarn führte. Dabei wurde 1728 der Turm für die Straßendurchfahrt durchbrochen und wurde so zum Torturm an der neuen Brücke umgestaltet. Nach einem Brand 1834 wurde das Wahrzeichen renoviert und erhielt weitgehend sein heutiges Erscheinungsbild; 1896 fand eine weitere Renovierung statt, die durch die Inschriftentafel am Turm dokumentiert wurde. Bis 1927 diente der Turm als Gemeindestube und wurde als Nachtwächterwohnung genutzt. 1945 wurde das hier untergebrachte Ortsmuseum geplündert und nach einer Renovierung bzw. Wiederinstandsetzung des Turmes erfolgte 1953 darin die Eröffnung des Heimatmuseums.
1978 erfolgte die Verlegung der Bundesstraße 9 (Hainburger Straße / Wiener Straße), so dass der Stadtturm seitdem umfahren wird.

## Beschreibung

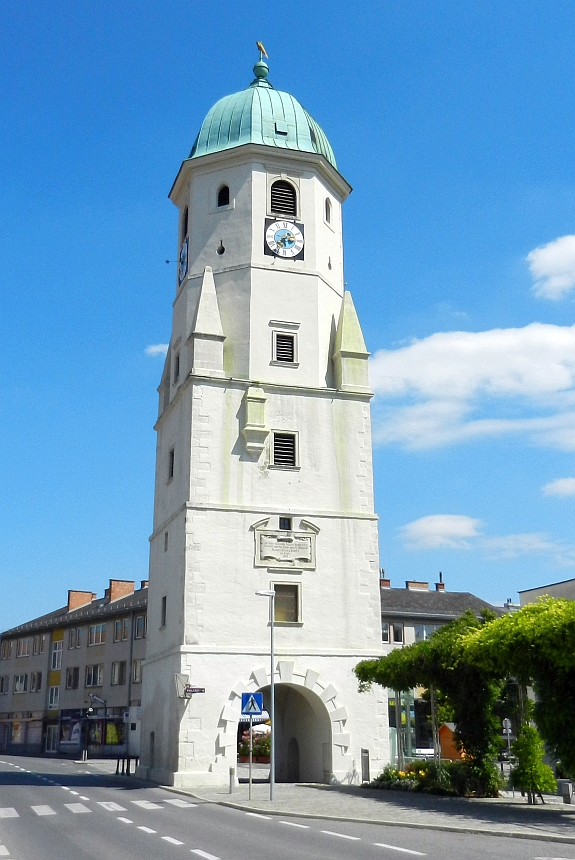
Stadtturm, Marktturm, Fischaturm

Der fünfgeschoßige, mächtige Turm erhebt sich über quadratischem Grundriss und verjüngt sich geschoßweise. Über dem mittelalterlichen Quaderbau wurde im Frühbarock ein zweigeschoßiger, achteckiger Turmaufsatz aufgesetzt, darüber eine barocke Turmhaube, die statt der Windfahne einen Knauf mit einem ehernen Fisch hat.
Die drei unteren Geschoße bestehen aus Bruchsteinmauerwerk mit Eckquaderung und Bandgesimsen. Über dem dritten Geschoß an den Ecken befinden sich Obelisken aus Quadern, im Schallgeschoß große Schlüsselscharten und Rundbogenfenster. Die anlässlich der Straßenregulierung 1728 ausgebrochene Durchfahrt ist rundbogig und kreuzgratgewölbt.